# Distrito de Bududa
Bududa es uno de los distritos más recientemente creados de toda Uganda, se sitúa en la región Este del país mencionado. Fue creado en el año 2006, y su nombre proviene de su ciudad capital que es la más poblada y de mayor superficie, la ciudad de Bududa. Según el censo realizado en el año 2014 su población es de 210 173 habitantes.